# Angela Whyte
Angela Whyte (Edmonton, 22 maggio 1980) è un'ostacolista canadese.

## Palmarès
| Anno | Manifestazione          | Sede           | Evento    | Risultato  | Prestazione | Note                                     |
| ---- | ----------------------- | -------------- | --------- | ---------- | ----------- | ---------------------------------------- |
| 2001 | Mondiali                | Edmonton       | 100 m hs  | Batteria   | 13"38       |                                          |
| 2002 | Giochi del Commonwealth | Manchester     | 100 m hs  | 5ª         | 13"17       |                                          |
| 2003 | Giochi panamericani     | Santo Domingo  | 100 m hs  | 5ª         | 12"94       |                                          |
| 2003 | Mondiali                | Parigi         | 100 m hs  | Semifinale | 12"89       |                                          |
| 2004 | Mondiali indoor         | Budapest       | 60 m hs   | Batteria   | 8"17        |                                          |
| 2004 | Giochi olimpici         | Atene          | 100 m hs  | 6ª         | 12"81       |                                          |
| 2005 | Mondiali                | Helsinki       | 100 m hs  | Semifinale | 13"52       |                                          |
| 2006 | Giochi del Commonwealth | Melbourne      | 100 m hs  | Argento    | 12"94       |                                          |
| 2007 | Giochi panamericani     | Rio de Janeiro | 100 m hs  | Bronzo     | 12"72       |                                          |
| 2007 | Mondiali                | Osaka          | 100 m hs  | 8ª         | 12"66       |                                          |
| 2008 | Mondiali indoor         | Valencia       | 60 m hs   | Batteria   | 8"16        |                                          |
| 2008 | Giochi olimpici         | Pechino        | 100 m hs  | Batteria   | 13"11       |                                          |
| 2009 | Mondiali                | Berlino        | 100 m hs  | Batteria   | 13"27       |                                          |
| 2010 | Giochi del Commonwealth | New Delhi      | 100 m hs  | Argento    | 12"98       |                                          |
| 2011 | Giochi panamericani     | Guadalajara    | 100 m hs  | Argento    | 13"09       |                                          |
| 2013 | Mondiali                | Mosca          | 100 m hs  | 6ª         | 12"78       |                                          |
| 2014 | Giochi del Commonwealth | Glasgow        | 100 m hs  | Bronzo     | 13"02       |                                          |
| 2016 | Mondiali indoor         | Portland       | 60 m hs   | 5ª         | 7"99        | Miglior prestazione personale stagionale |
| 2016 | Giochi olimpici         | Rio de Janeiro | 100 m hs  | Batteria   | 13"09       |                                          |
| 2017 | Mondiali                | Londra         | 100 m hs  | Batteria   | 13"23       |                                          |
| 2018 | Mondiali indoor         | Birmingham     | 60 m hs   | Batteria   | 8"21        | Miglior prestazione personale stagionale |
| 2018 | Giochi del Commonwealth | Gold Coast     | Epthatlon | 5ª         | 5898 p.     |                                          |